# Chromocryptus terani
Chromocryptus terani är en stekelart som först beskrevs av Porter 1967.  Chromocryptus terani ingår i släktet Chromocryptus och familjen brokparasitsteklar. Inga underarter finns listade i Catalogue of Life.